# Emory Kristof
Emory Kristof (19. listopadu 1942 – 6. února 2023) byl americký fotograf. Osobně se zúčastnil expedice, která objevila Titanic. Jeho práce byly publikovány v National Geographic Magazine a v dalších časopisech.

## Životopis
Emory Kristof se narodil v Laurel, Maryland, 19. listopadu 1942.
Zúčastnil se několika podmořských expedic s kanadskými průzkumníky Josephem MacInnisem a Philem Nuyttenem, včetně průzkumu Breadalbane, nejsevernějšího známého vraku na světě, a expedice z roku 1995 za účelem vyzvednutí zvonu z vraku lodi SS Edmund Fitzgerald. Kristof také doprovázel MacInnise a ruského průzkumníka Anatolije Sagaleviče při sestupu hlubokého 16 400 stop do Kings Trough ve východním severním Atlantiku na palubě ponorné lodi Mir 1 a na expedici, která natočila IMAX film Titanica.
Kristof působil jako vedoucí producent dokumentu IMAX z roku 2003 Volcanoes of the Deep Sea o ekosystémech obklopujících hydrotermální průduchy.
Kristof zemřel v Northfield, Massachusetts, 6. února 2023 ve věku 80 let.

## Ocenění
- NOGI Awards for Arts, Underwater Society of America, 1988
- Severovýchodní potápěč roku, Beneath the Sea, 1988[8]
- The J. Winton Lemon Fellowship Award, National Press Photographers Association, 1998[9]
- Wired (časopis) 25, třída 1998[10]